# Liste der Baudenkmale in Wusterwitz
In der Liste der Baudenkmale in Wusterwitz sind alle Baudenkmale der brandenburgischen Gemeinde Wusterwitz und ihrer Ortsteile aufgelistet. Grundlage ist die Veröffentlichung der Landesdenkmalliste mit dem Stand vom 31. Dezember 2020. Die Bodendenkmale sind in der Liste der Bodendenkmale in Wusterwitz aufgeführt.

## Baudenkmale in den Ortsteilen
In den Spalten befinden sich folgende Informationen:
- ID-Nr.: Die Nummer wird vom Brandenburgischen Landesamt für Denkmalpflege vergeben. Ein Link hinter der Nummer führt zum Eintrag über das Denkmal in der Denkmaldatenbank. In dieser Spalte kann sich zusätzlich das Wort Wikidata befinden, der entsprechende Link führt zu Angaben zu diesem Denkmal bei Wikidata.
- Lage: die Adresse des Denkmales und die geographischen Koordinaten. Link zu einem Kartenansichtstool, um Koordinaten zu setzen. In der Kartenansicht sind Denkmale ohne Koordinaten mit einem roten beziehungsweise orangen Marker dargestellt und können in der Karte gesetzt werden. Denkmale ohne Bild sind mit einem blauen bzw. roten Marker gekennzeichnet, Denkmale mit Bild mit einem grünen beziehungsweise orangen Marker.
- Bezeichnung: Bezeichnung in den offiziellen Listen des Brandenburgischen Landesamtes für Denkmalpflege. Ein Link hinter der Bezeichnung führt zum Wikipedia-Artikel über das Denkmal.
- Beschreibung: die Beschreibung des Denkmales
- Bild: ein Bild des Denkmales und gegebenenfalls einen Link zu weiteren Fotos des Baudenkmals im Medienarchiv Wikimedia Commons

### Wusterwitz
| ID-Nr.   | Lage                                                      | Bezeichnung                                                               | Beschreibung | Bild                        |
| -------- | --------------------------------------------------------- | ------------------------------------------------------------------------- | --- | --------------------------- |
| 09190544 | Ernst-Thälmann-Straße (Lage)                              | Kirche                                                                    | Die evangelische Kirche ist ein spätromanischer Bau aus Feldstein. Im Inneren stammt die Kanzel aus der Zeit um 1600. Die Empore und die Orgel wurden Anfang des 20. Jahrhunderts gebaut. | weitere Bilder              |
| 09190973 | Bahnhofstraße 1 (Lage)                                    | Bahnhofsanlage, bestehend aus Empfangsgebäude mit Güterschuppen und Anbau | | weitere Bilder              |
| 09191028 | Ernst-Thälmann-Straße 2 (Lage)                            | Ehemalige Gaststätte Elster                                               | Die Gaststätte am Bahnhof ist eine Ruine und nicht mehr bewohnt. | Ehemalige Gaststätte Elster |
| 09191007 | Ernst-Thälmann-Straße 4 (Lage)                            | Postamt                                                                   | | weitere Bilder              |
| 09191008 | Ernst-Thälmann-Straße 7 (Lage)                            | Villa                                                                     | | Villa                       |
| 09191295 | Hauptstraße 31 (Lage)                                     | Wohnheim „Villa Daheim“ mit Gartenpavillon                                | | weitere Bilder              |
| 09190546 | Hauptstraße 56 (Lage)                                     | Wohnhaus                                                                  | | Wohnhaus                    |
| 09190548 | Mühlenstraße Straße 1a (Lage)                             | Holländerwindmühle                                                        | | Holländerwindmühle          |
| 09190545 | Rosa-Luxemburg-Straße 21, 21a-i, 21k-l, 21n, 21p-r (Lage) | Büngersche Anstalten                                                      | | Büngersche Anstalten        |
| 09190547 | Mühlenweg 14 (Lage)                                       | Holländerwindmühle                                                        | | Holländerwindmühle          |

## Ehemalige Baudenkmale
| ID-Nr. | Lage                  | Bezeichnung                               | Beschreibung | Bild                                      |
| ------ | --------------------- | ----------------------------------------- | ------------ | ----------------------------------------- |
|        | Hauptstraße 71 (Lage) | Wohnhaus mit Ladeneinbau und Nebengebäude |              | Wohnhaus mit Ladeneinbau und Nebengebäude |